# Cayo Sempronio Tuditano
Cayo o Gayo Sempronio Tuditano  fue un político e historiador de la República romana. Fue pretor en 132 a. C. y cónsul en el año 129 a. C.

## Carrera pública
Miembro de la gens plebeya Sempronia, tenía el mismo nombre de su padre, senador y miembro de la comisión de diez senadores que en el año 146 a. C. reorganizó la situación de Grecia.
Tuditano alcanzó la cima de su carrera política en 129 a. C. cuando se convirtió en cónsul junto a Manio Aquilio.
Las disputas provocadas por la aplicación de la ley agraria de Tiberio Sempronio Graco, para cuya ejecución se habían nombrado a triunviros, obligaron al senado, a proposición de Escipión Emiliano, a traspasar la implementación de la ley al cónsul Tuditano, pero éste, consciente de las grandes dificultades que el tema presentaba, evitó cualquier decisión alegando que tenía que ir a Iliria para hacer la guerra. 
Efectivamente fue en Iliria donde hizo la guerra a los iapides, primero sin mucho éxito pero después los acabó derrotando especialmente gracias a la destreza de su legado Décimo Junio Bruto que ya había obtenido gloria en Hispania anteriormente. Al retorno a Roma pudo celebrar un triunfo.
Fue también un orador e historiador de cierta importancia y una obra suya, una "Historia", fue mencionada por varios autores antiguos.
Cicerón dice de él: 

Cum omni vita atque victu excultus atque expolitus, tum ejus elegans est habitum etiam orationis genus
No sólo era pulido y refinado en toda su conducta y modo de vida, sino que también era elegante su aspecto y su modo de expresión

Tuditano fue el abuelo materno del orador Quinto Hortensio, puesto que su hija Sempronia se casó con Lucio Hortensio, el padre del orador.